# 烟墩镇 (灵山县)
烟墩镇，是中华人民共和国广西壮族自治区钦州市灵山县下辖的一个乡镇级行政单位。

## 行政区划
烟墩镇下辖以下地区：
烟墩社区、烟墩村、古榕村、三联村、六加村、邓塘村、长麓村、莲塘村、六局村、佳平村、司练村、西冲村、峡口村、大远村、那合村、茅针村、六凤村、妙庄村、三岔村、凤山村和石堆村。